# Castell de Schuttbourg
El Castell de Schuttbourg (francès: Château de Schuttbourg) és un castell situat a Luxemburg. Es troba prop del poble de Kautenbach, per sobre del marge esquerre del riu Clerve.